# PRESENTER
「PRESENTER」（プレゼンター）は、堀江由衣の13枚目のシングル。2011年5月25日にスターチャイルドから発売された。

## 概要
前作「インモラリスト」から約3ヶ月でのリリースとなった2011年2作目のシングル。表題曲「PRESENTER」は、テレビアニメ『DOG DAYS』第1期のエンディングテーマで、同作の舞台である異世界フロニャルドの世界観を表現している。
前作同様、初回限定盤と通常盤の2形態（ジャケットデザインが異なる）で発売され、前者には「PRESENTER」のミュージック・クリップを収録したDVDが同梱された。また、アニメイト、アニブロゲーマーズ、とらのあな等では店舗特典としてアナザージャケットやポストカード、ほっちゃんとらエプロンカードが数量限定で用意された。

## チャート成績
2011年6月6日付のオリコン週間シングルチャートで9位を記録した。TOP10入りは2作連続で通算6作目。初動売上は約1.4万枚を記録しており、前作「インモラリスト」とほぼ同水準の売上となった。オリコンデイリーシングルチャートでの最高位は7位。
アニメロミックスの2011年度年間ランキングでは、「超!アニメロ 着うたフル」で33位、「アニメロ★うた 着うた」で57位、「アニメロミックス 着うた」で62位を獲得した。

## 批評
CDジャーナルは、「彼女の包容力のある歌声と相まって、ファンタジックな世界が拡がる。」と評した。

## 収録曲
（全編曲：中山真斗）
CD
1. PRESENTER [4:27] 
作詞：中村彼方、作曲：Elements Garden
2. Endless Star [3:59] 
作詞：堀江由衣、作曲：中山真斗（Elements Garden）
3. PRESENTER（off vocal ver.）
4. Endless Star（off vocal ver.）

DVD（初回限定盤のみ）
1. 「PRESENTER」MUSIC CLIP

## タイアップ
| 曲名      | タイアップ                           |
| --------- | ------------------------------------ |
| PRESENTER | アニメ『DOG DAYS』エンディングテーマ |

## 収録アルバム
| 曲名         | 収録アルバム   | 発売日        | 備考                  |
| ------------ | -------------- | ------------- | --------------------- |
| PRESENTER    | 『秘密』       | 2012年2月22日 | 8thオリジナルアルバム |
| PRESENTER    | 『BEST ALBUM』 | 2012年9月20日 | 2ndベストアルバム     |
| Endless Star | アルバム未収録 |               |                       |